# Мегра (река, впадает в Онежское озеро)
Мегра́ — река в Вытегорском районе Вологодской области России, впадает в Онежское озеро.
Название имеет финно-угорское (вероятно вепсское) происхождение от фин. mäyrä, карел. mägrä, эст. и вепс. mägr — «барсук»

## География и гидрология
Берёт исток на территории Коштугского сельского поселения, течёт на север, пересекает границу Мегорского сельского поселения, в нижнем течении образует его границу с Казаковским сельским поселением. Длина реки составляет 93 км, площадь водосборного бассейна — 1730 км². Крупнейший населённый пункт на берегах — село Мегра.

## Бассейн

### Притоки
- Лема
  - Ближний Катручей
  - Дальний Катручей
  - Суланда
  - Бучнуха
- Спасский
- Кимрека
  - Ежрека
- Педажрека
- Кирдьручей

### Озёра
- Линжозеро (бассейн Мегры)
- Яньдозеро (бассейн Мегры)
- Долгозеро (бассейн Мегры)
- Шимозеро (бессточное, бассейн Мегры)
- Павшозеро (бассейн Мегры)
- Сяргозеро (бассейн Педажреки)
- Большое Положозеро (бассейн Педажреки)
- Азмозеро (бассейн Педажреки)
- Курчозёра (бассейн Педажреки)
- Ежозеро (исток Ежреки)
- Надречозеро (исток Спасского)
- Шомозеро (бассейн Мегры)
- Суландозеро (бассейн Суланды)
- Лухтозеро (бассейн Кимреки)
- Ундозеро (бассейн Кимреки)
- Качозеро (бассейн Кимреки)
- Урмозеро (бассейн Мегры)

## Данные водного реестра
По данным государственного водного реестра России относится к Балтийскому бассейновому округу, водохозяйственный участок реки — Бассейн Онежского озера без рр. Шуя, Суна, Водла и Вытегра, речной подбассейн реки — Свирь (включая реки бассейна Онежского озера). Относится к речному бассейну реки Нева (включая бассейны рек Онежского и Ладожского озера).
Код объекта в государственном водном реестре — 01040100612102000017758.